# Campionati europei di atletica leggera 2018 - 3000 metri siepi maschili
La specialità dei 3000 metri siepi maschili ai campionati europei di atletica leggera di Berlino 2018 si è svolta il 7 e 9 agosto 2018 all'Olympiastadion.

## Podio
| Oro     | Mahiedine Mekhissi Francia  |
| Argento | Fernando Carro Spagna       |
| Bronzo  | Yohanes Chiappinelli Italia |

## Record
Prima di questa competizione, il record del mondo (RM), il record europeo (EU) ed il record dei campionati (RC) erano i seguenti:
| Record                | Prestazione | Atleta                     | Data                               | Competizione |
| --------------------- | ----------- | -------------------------- | ---------------------------------- | ------------ |
| Record mondiale       | 7'56"63     | Saif Saaeed Shaheen Qatar  | 3 settembre 2004 Bruxelles, Belgio |              |
| Record europeo        | 8'00"09     | Mahiedine Mekhissi Francia | 6 luglio 2013 Parigi, Francia      |              |
| Record dei campionati | 8'07"87     | Mahiedine Mekhissi Francia | 1 agosto 2010 Barcellona, Spagna   | Europei 2010 |

## Risultati

### Batterie
Passano alla finale i primi cinque atleti di ogni batteria (Q) e i cinque atleti con i migliori tempi tra gli esclusi (q).
| Pos. | Batteria | Nome                 | Nazionalità   | Tempo   | Note                          |
| ---- | -------- | -------------------- | ------------- | ------- | ----------------------------- |
| 1    | 2        | Yohanes Chiappinelli | Italia        | 8'28"41 | Q                             |
| 2    | 1        | Topi Raitanen        | Finlandia     | 8'28"48 | Q                             |
| 3    | 2        | Mahiedine Mekhissi   | Francia       | 8'28"61 | Q                             |
| 4    | 2        | Yoann Kowal          | Francia       | 8'28"75 | Q                             |
| 5    | 2        | Ahmed Abdelwahed     | Italia        | 8'28"80 | Q                             |
| 6    | 2        | Kaur Kivistik        | Estonia       | 8'28"84 | Q                             |
| 7    | 2        | Napoleon Solomon     | Svezia        | 8'29"10 | q                             |
| 8    | 1        | Krystian Zalewski    | Polonia       | 8'29"11 | Q                             |
| 9    | 1        | Daniel Arce          | Spagna        | 8'29"25 | Q                             |
| 10   | 1        | Fernando Carro       | Spagna        | 8'29"63 | Q                             |
| 11   | 2        | Sebastián Martos     | Spagna        | 8'29"67 | q                             |
| 12   | 1        | Djilali Bedrani      | Francia       | 8'29"75 | Q                             |
| 13   | 1        | Tom Erling Kårbø     | Norvegia      | 8'29"90 | q                             |
| 14   | 1        | Zak Seddon           | Gran Bretagna | 8'30"00 | q                             |
| 15   | 2        | Ole Hesselbjerg      | Danimarca     | 8'30"44 | q                             |
| 16   | 1        | Jamaine Coleman      | Gran Bretagna | 8'33"78 |                               |
| 17   | 1        | Martin Grau          | Germania      | 8'33"81 |                               |
| 18   | 2        | Mitko Zenow          | Bulgaria      | 8'36"39 |                               |
| 19   | 1        | Justinas Beržanskis  | Lituania      | 8'36"88 | Miglior prestazione personale |
| 20   | 2        | Ieuan Thomas         | Gran Bretagna | 8'40"87 |                               |
| 21   | 1        | Osama Zoghlami       | Italia        | 8'43"92 |                               |
| 22   | 1        | Luca Sinn            | Austria       | 8'44"80 | Miglior prestazione personale |
| 23   | 2        | Noah Schutte         | Paesi Bassi   | 8'45"81 |                               |
| 24   | 2        | Jerwand Mkrttschjan  | Armenia       | 8'50"35 | Miglior prestazione personale |
| 25   | 2        | Iwo Balabanow        | Bulgaria      | 8'51"52 | Miglior prestazione personale |
| 26   | 2        | Johannes Motschmann  | Germania      | 8'51"65 |                               |
| 27   | 2        | André Pereira        | Portogallo    | 8'54"63 |                               |
|      | 1        | Tarık Langat Akdağ   | Turchia       | dnf     |                               |
|      | 1        | Emil Blomberg        | Svezia        | dnf     |                               |

### Finale
| Pos. | Nome                 | Nazionalità   | Tempo   | Note |
| ---- | -------------------- | ------------- | ------- | ---- |
|      | Mahiedine Mekhissi   | Francia       | 8'31"66 |      |
|      | Fernando Carro       | Spagna        | 8'34"16 |      |
|      | Yohanes Chiappinelli | Italia        | 8'35"81 |      |
| 4    | Yoann Kowal          | Francia       | 8'36"77 |      |
| 5    | Zak Seddon           | Gran Bretagna | 8'37"28 |      |
| 6    | Daniel Arce          | Spagna        | 8'38"12 |      |
| 7    | Krystian Zalewski    | Polonia       | 8'38"59 |      |
| 8    | Topi Raitanen        | Finlandia     | 8'40"11 |      |
| 9    | Kaur Kivistik        | Estonia       | 8'40"32 |      |
| 10   | Djilali Bedrani      | Francia       | 8'41"83 |      |
| 11   | Tom Erling Kårbø     | Norvegia      | 8'42"91 |      |
| 12   | Napoleon Solomon     | Svezia        | 8'43"66 |      |
| 13   | Ahmed Abdelwahed     | Italia        | 8'44"77 |      |
| 14   | Sebastián Martos     | Spagna        | 8'46"76 |      |
| 15   | Ole Hesselbjerg      | Danimarca     | 8'48"48 |      |